# Euclystis gorge
Euclystis gorge là một loài bướm đêm trong họ Erebidae.